# Котово (Наро-Фоминский район)
Котово — деревня в Наро-Фоминском районе Московской области, входит в состав сельского поселения Атепцевское. Численность постоянного населения по Всероссийской переписи 2010 года — 42 человека, в деревне числятся 2 улицы, гск и 7 садовых товариществ. До 2006 года Котово входило в состав Атепцевского сельского округа.
Деревня расположена в центральной части района, в верховье реки Горюновки (по другим источникам - Ледяновки), которая позже впадает в реку Истью (правый приток реки Нары), примерно в 3 км южнее Наро-Фоминска, высота центра над уровнем моря 182 м. Ближайшие населённые пункты — Щекутино в 1 км на юг, Елагино в 1,7 км на восток и Латышская в 1 км севернее.